# Vitivirus
Genre
Espèces de rang inférieur
- espèce-type : Grapevine virus A

Vitivirus est un genre de virus de la famille des Betaflexiviridae, sous-famille des Trivirinae, qui comprend 15 espèces acceptées par l'ICTV.
Ce sont des virus à ARN simple brin à polarité positive, rattachés au groupe IV de la classification Baltimore. Les virions sont en forme de filaments flexueux. Le genre Vitivirus a d'abord été rattaché à la famille des Flexiviridae (2004). Lors de la scission de cette famille en 2009, il a été classé dans la famille des Betaflexviridae nouvellement créée.
Ces virus infectent des plantes (Phytovirus), principalement la vigne.
Toutes les espèces,  sauf MV-2 (Mint virus 2) sont transmises par inoculation mécanique, avec plus de difficulté pour celles infectant la vigne. La transmission par greffage et par les outils agricoles est courante chez les espèces infectant la vigne. Le GVA et le GVB sont transmis  par plusieurs espèces de cochenilles Pseudococcidae des genres Pseudococcus et Planococcus, selon un mode semi-persistant. Le GVA est également transmis par la cochenille Neopulvinaria innumerabilis. Le HLV et le MV-2 sont transmis en association avec un virus auxiliaire par des pucerons, selon un mode semi-persistant.

## Étymologie
Le nom générique, « Vitivirus », dérive de Vitis, nom générique de la vigne (Vitis vinifera) qui est l'hôte de l'espèce-type.

## Caractéristiques
Les virions, non enveloppés, sont en forme de filaments flexueux, mesurant 725 à 825 nm de long et 12 nm de diamètre, à symétrie hélicoïdale avec un pas de 3,3 à 3,5 nm et environ 10 sous-unités par tour d'hélice. 
Le génome est constitué d'une molécule d'ARN monocaténaire (à simple brin) de sens positif d'environ 7,6  kb. L'extrémité 5' est coiffée et l'extrémité 3' est polyadénylée.
Les génome code 5 protéines. Il contient cinq cadres de lecture ouverts (ORF)  qui se chevauchent légèrement.  L'ORF1 code la protéine liée à la réplication. l'ORF2 code un polypeptide de 19 à 20 kDa dont la fonction est inconnue. l'ORF3 (31 à 36,5 kDa) code la protéine de mouvement et l'ORF4 code la protéine de capside (CP). L'ORF final code un polypeptide de 10 à 14 kDa qui a une activité de suppresseur du silençage de l'ARN. Chez les virus Grapevine virus A et Grapevine virus B l'extrémité 5’ commence par une région non traduite (UTR) riche en A/T (60–68 %) de 47–86 nt.

## Liste des espèces
Selon NCBI (23 janvier 2021) :
- Actinidia virus A (AcVA)
- Actinidia virus B (AcVB)
- Arracacha virus V (AVV)
- Blackberry virus A (BlVA)
- Grapevine virus A (GVA)
- Grapevine virus B (GVB)
- Grapevine virus D (GVD)
- Grapevine virus E (GVE)
- Grapevine virus F (GVF)
- Grapevine virus G (GVG)
- Grapevine virus H (GVH)
- Grapevine virus I (GVI)
- Grapevine virus J (GVJ)
- Heracleum latent virus (HLV)
- Mint virus 2 (MV-2)
- non-classés
  - Agave tequilana leaf virus
  - Agave tequilana vitivirus 1
  - Agave vitivirus A
  - Arracacha latent virus V
  - Blueberry green mosaic associated virus
  - Grapevine virus K
  - Grapevine virus L
  - Grapevine virus M